# 四条隆平
四条 隆平（しじょう たかとし、旧字体：四條 隆󠄁平󠄁）は、日本の公家、内政官僚・政治家。第一次奈良県令、元老院議官、貴族院男爵議員、錦鶏間祗候。

## 経歴
権大納言・四条隆生の三男として生まれる。嘉永6年12月（1854年1月）、兄・四条隆謌の養子となる。安政元年12月（1855年1月）に元服し昇殿を許された。
元治元年6月（1864年7月）、横浜鎖港督励の三八卿連署、慶応2年8月（1866年9月）、朝廷刷新の二二卿建議（廷臣二十二卿列参事件）に加わり、同年10月（11月）、差控となる。慶応3年12月（1868年1月）、執筆御用掛に就任。慶応4年1月（1868年2月）、鳥羽・伏見の戦いにおいて津藩陣営に赴き朝廷側に帰順し参戦させることに尽力。その後、北陸道鎮撫副総督、参与、先鋒副総督兼鎮撫使、新潟裁判所総督兼北陸道鎮撫副総督、越後国柏崎県知事、越後府知事を歴任。
明治2年5月18日（1869年6月27日）、民部官副知事心得・岩代国巡察使に就任。同年6月2日（7月10日）、戊辰の戦功により賞典禄200石を永世下賜された。同年9月3日（10月7日）、若松県知事兼若松城守に就任。以後、五條県知事、第一次奈良県令を歴任。
1879年（明治12年）9月、宮内省御用掛。1882年（明治15年）5月、太政官権少書記官兼元老院権少書記官に就任し、1886年（明治19年）1月に非職となる。1888年（明治21年）3月、元老院議官となり、その1890年（明治23年）10月20日の廃止まで在任し非職、同日、錦間祗候を仰せ付けられる。1894年（明治27年）6月10日、依願免錦鶏間祗候。同年同月、事情により四条侯爵家を廃嫡となり分家した。1898年（明治31年）7月20日、その勲功により男爵を叙爵。同年8月2日、再度、錦鶏間祗候を仰せ付けられる。1899年（明治32年）5月23日の醍醐忠敬殺害事件では現場に居合わせ、犯人の醍醐格太郎を取り押さえた。1904年（明治37年）7月10日、貴族院男爵議員に当選し、死去するまで在任した。

## 奈良県令としての治績
隆平は1872年1月2日（明治4年11月22日）から1873年（明治6年）11月2日まで初代奈良県令に在任したが、この間、明治政府の方針に従い開化政策を進めた。興福寺一乗院内に置かれた奈良県庁では、机と椅子で執務し、官吏は断髪、脱刀、洋装で、室内は土足とした。教育政策では、県学校に洋学の導入や婦女子の入学を許可したり、明治5年6月（1872年）学制の発布前に「奈良県就学告諭」を布達し、学校の設立と就学を奨励した。殖産興業政策では、亀瀬越新路の開設、協力開路会所の設立、勧業所の設置、若草山山麓での乳牛の放牧と牛乳販売、興福寺旧境内での官営市の開催を行った。民衆教化政策では、社会、風俗の弊風の改善を求め、「肩ぬぎまるはだかの禁止」、「往来及び家まわりの清掃」の奨励、「措髪戴帽」の奨励、「風俗を乱す芝居浄瑠璃などの禁止」、「祈祷神降梓巫などの禁止」などの布達を出した。また、1873年6月、他県に先駆けて天皇の写真の下賜を願出て、興福寺南大門跡に遥拝所を設置し、天皇像の民衆への浸透に努めた。明治政府による神仏分離政策を強く推進し、廃仏毀釈の一因を為した。興福寺の五重塔の撤去を命じて安価で払い下げるなど、廃仏毀釈を強引に推し進めたことから「廃仏知事」と呼ばれた。

### 鹿に対する政策の変遷
近世における奈良の鹿の保護は興福寺と奈良奉行所（江戸幕府）が担っていたが、明治維新となり、また廃仏毀釈で興福寺が衰退すると、鹿は野放しの状態となった。隆平は県令に着任すると、奈良の鹿が「神鹿」であるという「迷信」の打破ともいうべき行為を行った。それは、春日野で鹿狩りを行い、その肉を大鍋ですき焼きにしたり、県庁の出勤時に捕獲した大鹿に馬車を引かせたりして、鹿を殺しても天罰が無いことなどを示そうとした。また、鹿の農作物への被害を防止するため、1873年4月に「鹿園」を設置して700頭以上の鹿を収容した。当時の農民たちは隆平の政策を、農作物被害が減り、また鹿が高値で取引されていたので歓迎したと伝えられている。しかしこの政策によって鹿の数は隆平が県令を退任する1873年11月時点で38頭に激減した。その原因として、鹿が狭い柵内の環境に適応出来なかったこと、餌の不足、疫病の発生、野犬による咬殺などが挙げられている。1874年（明治7年）鹿園が春日神社に引き渡され飼育が続けられたが、狼による被害が発生し、また、奈良の風情が失われるとの意見もあり、1876年（明治9年）に鹿は解放され、現在まで続く開放式管理が始まった。

## 栄典
- 1888年（明治21年）12月26日 - 勲四等瑞宝章[21]
- 1889年（明治22年）11月25日 - 大日本帝国憲法発布記念章[22]
- 1890年（明治23年）12月26日 - 勲三等瑞宝章[23]

## 系譜
- 父：四条隆生（1792-1857） - 権大納言。醍醐輝久の子。四条隆師の嫡男隆考（隆房、1781-1801）早世のため養子に入り四条家を継ぐ。正室は仙石久道の娘
- 母：家女房
- 兄：四条隆美 （1815-1834）- 四条家を継ぐも早世
- 兄：隆謌 （1828-1898）- 侯爵。隆平の兄であり養父でもある。四条家を継ぐ。子に四条隆愛
- 妻：広幡繁子 - 内大臣広幡基豊の娘
- 妻：安原好子 - 安原順堂の娘
  - 女子：駒子 - 四条隆英の妻
  - 女子：孝子
  - 庶子：一条実輝 - 兄・四条隆謌の子として育てられ、一条家の養子となる。
  - 養子：四条隆英 - 摂政関白二条斉敬の子。隆平の養子となり長女・駒子と結婚、襲爵。